# Convención de Iglesias Bautistas de Guatemala
La Convención de Iglesias Bautista de Guatemala es una asociación cristiana evangélica de iglesias bautistas que tiene su sede en Ciudad de Guatemala, Guatemala. Ella está afiliada a la Unión Bautista Latinoamericana y a la Alianza Bautista Mundial.

## Historia
La Convención tiene sus orígenes en una misión americana de la Junta de Misiones Internacionales en 1946. Se funda ese mismo año. Según un censo de la asociación, en 2023 dijo que tenía 889 iglesias y 73,100 miembros.